# Hanna Tetteh
Hanna Serwaa Tetteh (31 de maio de 1967) é uma advogada e política ganense. Atuou no gabinete de Gana como Ministra do Comércio e Indústria de 2009 a 2013 e Ministra das Relações Exteriores de 2013 a 2017. Ela também foi deputada pelo distrito eleitoral de Awutu-Senya West. Atualmente, é  Representante Especial do Secretário-Geral da União Africana e Chefe do Escritório das Nações Unidas na União Africana.

## Vida e educação
Hanna Tetteh nasceu em Szeged, Hungria. Sua educação secundária foi na Wesley Girls High School, em Cape Coast, na região central de Gana, de 1978 a 1985. Entre 1986 e 1989, estudou direito na Universidade de Gana, onde obteve o diploma de bacharel em Direito. Frequentou a Faculdade de Direito de Gana, tornando-se advogada em 1992. She then attended the Ghana School of Law, becoming a Barrister-at-Law in 1992.

## Carreira
Hanna Tetteh atuou como servidora pública como Diretora Jurídica na Federação Internacional de Advogadas (FIDA) de 1992 a 1993. Após deixar o serviço público, trabalhou na área jurídica privada no escritório de advocacia Ansa-Asare and Company, de Hencil Chambers em Accra, Gana.
Após dois anos de prática na área jurídica privada, Tetteh ingressou na Comissão de Direitos Humanos e Justiça Administrativa como Diretora Jurídica, mas, no mesmo ano, ingressou na Companhia Agro-Alimentar de Gana como Assessora Jurídica; A GAFCO era uma empresa de processamento de alimentos que produzia farinha de trigo, aves e ração animal, farinha de peixe e atum em conserva. A empresa também comercializou outros produtos alimentícios e veterinários e estava localizada na área de Tema Harbor, em Tema. Ela ocupou outros cargos de gerência na empresa, como Gerente de Recursos Humanos e Serviços Jurídicos e, posteriormente, Gerente Geral Adjunta.

## Carreira política

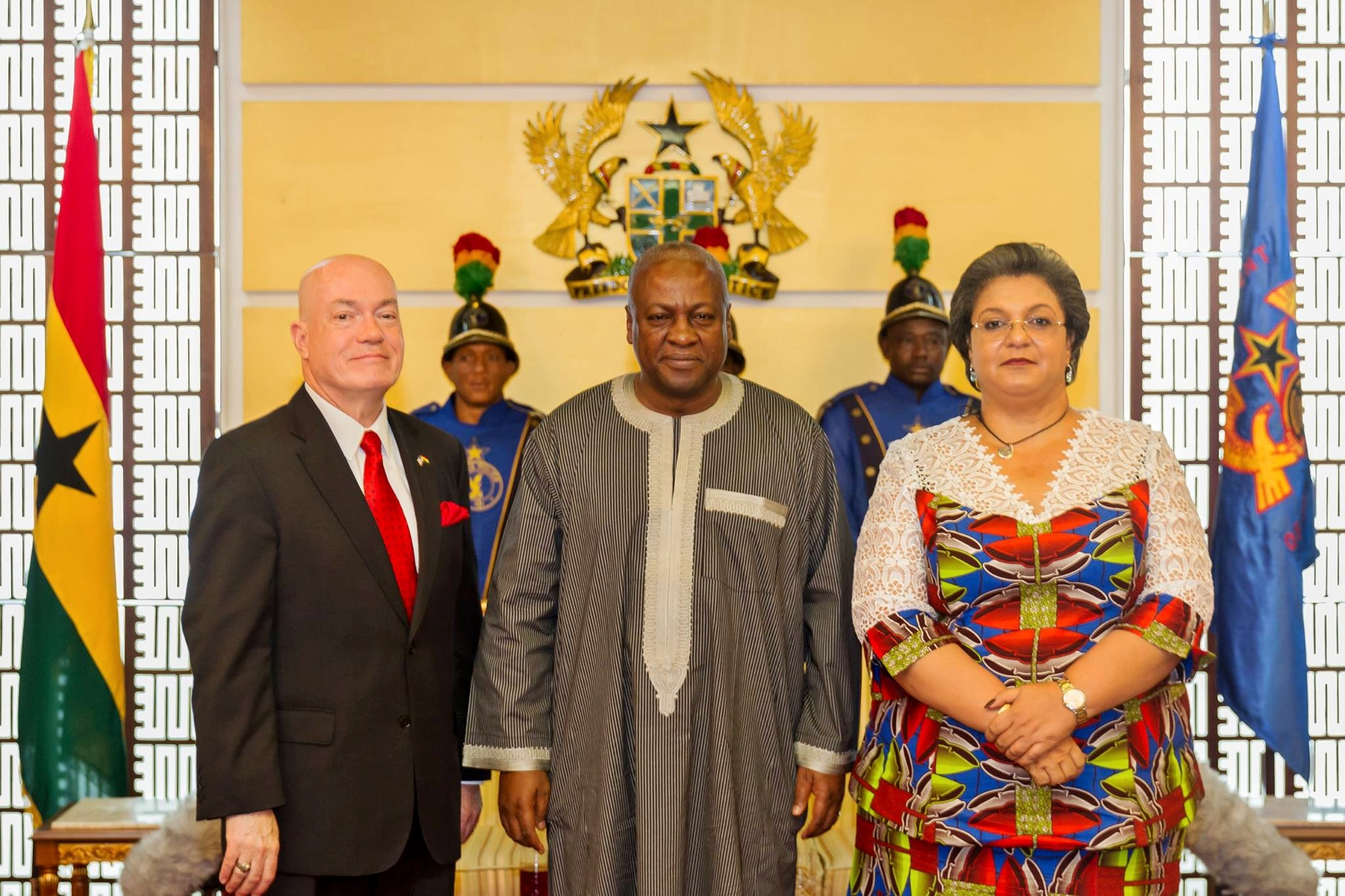
Hanna Tetteh com John Mahama e Robert Porter Jackson em 2016, quando era Ministra das Relações Exteriores de Gana.

Hanna Tetteh ganhou a cadeira do distrito eleitoral de Awutu Senya nas eleições parlamentares de dezembro de 2000 e serviu por um mandato como membro do Parlamento do Congresso Nacional Democrata na oposição.Foi eleita membro executiva nacional do Congresso Nacional Democrata em 2005 e em 2008 foi nomeada diretora nacional de comunicações do partido NDC, substituindo John Dramani Mahama, que havia se tornado o candidato a vice-presidente do NDC como companheiro de chapa de John Atta Mills, candidato presidencial do partido.
Após as eleições, Tetteh foi nomeada pelo Presidente Mahama como Ministra das Relações Exteriores, após aprovação do parlamento. Enquanto servia como Ministra das Relações Exteriores, ela também era membro do Conselho de Segurança Nacional e do Conselho das Forças Armadas.
Em 2018, o secretário-geral das Nações Unidas, António Guterres, nomeou Tetteh como diretora-geral do Escritório das Nações Unidas em Nairobi. Pouco depois, foi nomeada como Representante Especial da União Africana e Chefe do Escritório das Nações Unidas na União Africana (UNOAU).